# إيرنيستو هيريرا
إيرنيستو هيريرا هو محامي ونقابي وسياسي فلبيني، ولد في 11 سبتمبر 1942 في الفلبين، وتوفي في 29 أكتوبر 2015 في ماكاتي في الفلبين بسبب توقف القلب. انتخب عضو مجلس الشيوخ الفلبيني.